# Kanton Auray
Auray is een kanton van het Franse departement Morbihan. Het kanton maakt deel uit van het arrondissement Lorient.

## Geschiedenis
Bij de herindeling van de kantons door het decreet van 21 februari 2014, met uitwerking op 22 maart 2015, werden de gemeenten Le Bono en Plougoumelen overgedragen aan het kanton Vannes-2. Hiermee nam het aantal gemeenten in het kanton af van 9 tot 7.

## Gemeenten
Het kanton Auray omvat de volgende gemeenten:
- Auray (hoofdplaats)
- Crach
- Locmariaquer
- Plumergat
- Pluneret
- Sainte-Anne-d'Auray
- Saint-Philibert